# Ephedros (Bildhauer)
Ephedros (altgriechisch Ἔϕεδρος) war ein griechischer Bildhauer aus Attika, der um 340 v. Chr. in Lindos auf Rhodos tätig war.
Er ist nur durch die Inschrift auf einer marmornen Statuenbasis bekannt, die auf der Akropolis von Lindos gefunden wurde und ihn als Bildhauer aus Attika ausweist. Gestiftet wurde die Basis von dem ansonsten unbekannten Hagesistratos, Sohn des Pythotimos. Zwei Halterungen an der Oberseite der Basis weisen die Bronzestatue als stehende Figur mit vorgesetztem rechtem Bein aus; wen sie darstellte, ist unbekannt.